# إيرني ريا
إيرني ريا (بالإنجليزية: Ernie Rea)‏ هو مقدم برامج إذاعية بريطاني، ولد في 1945.